# Északi füzike

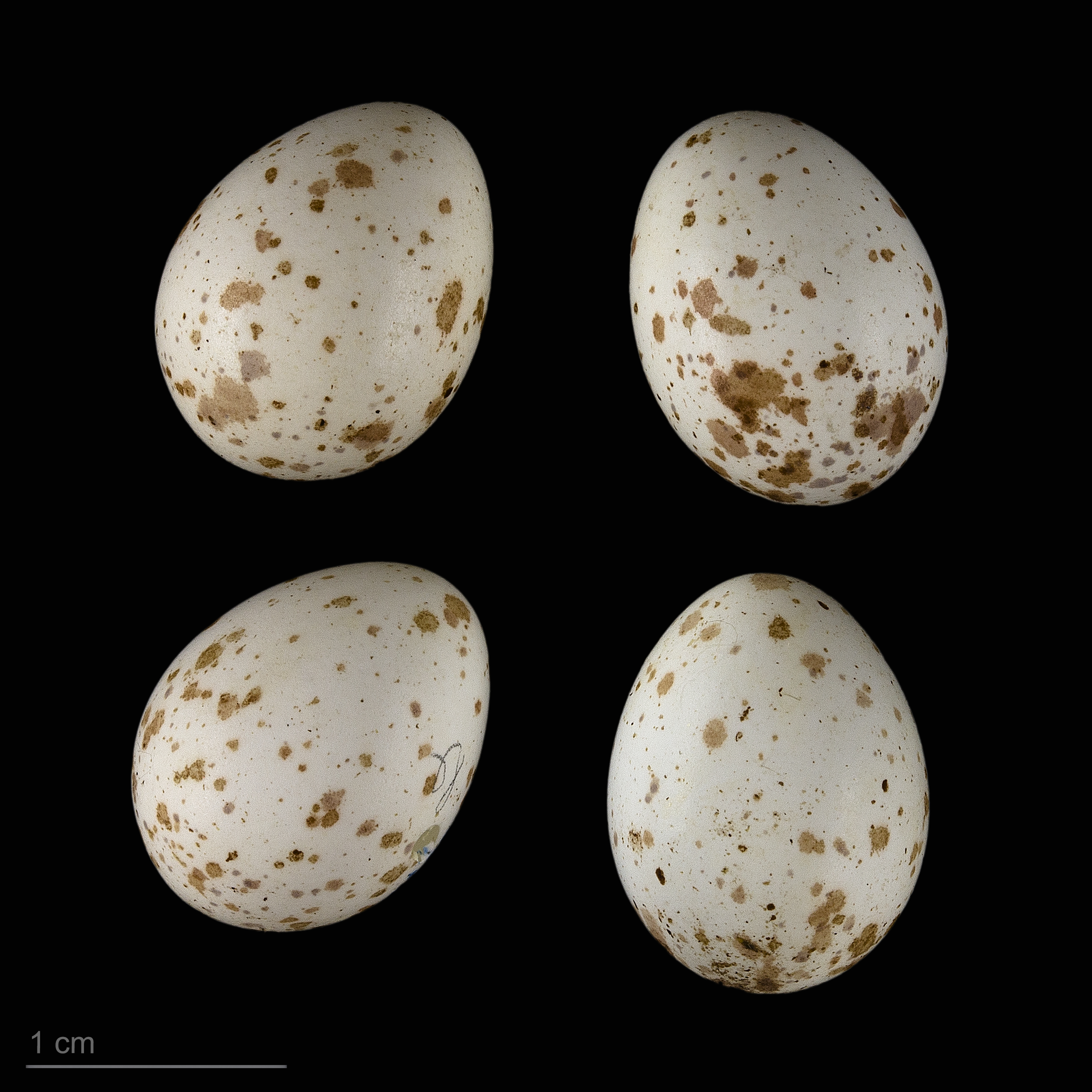
Phylloscopus borealis

Az északi füzike (Phylloscopus borealis) a madarak osztályának verébalakúak (Passeriformes) rendjébe és a füzikefélék (Phylloscopidae) családjába tartozó faj.

## Rendszerezés
Besorolása vitatott, egyes rendszerezők a Seicercus nembe tartozik Seicercus borealis néven.

## Előfordulása
Kanada, az Amerikai Egyesült Államok, Mexikó, Finnország, Norvégia, Svédország, Brunei, Kambodzsa, Kína, Hongkong, India, Indonézia, Japán, Észak-Korea, Dél-Korea, Laosz, Malajzia, Mongólia, Mianmar, a Fülöp-szigetek, Oroszország, Szingapúr, Tajvan, Tádzsikisztán, Thaiföld, Kelet-Timor és Vietnám területén honos.
Kóborlóként előfordul Ausztrália, Bulgária, Dánia, az Egyesült Királyság, Feröer, Franciaország, Németország, Gibraltár, Görögország, Lengyelország, Írország, Olaszország, Spanyolország, Luxemburg, Málta, Hollandia, Kazahsztán,  Omán és Szaúd-Arábia területén is.

## Alfajai
- Phylloscopus borealis borealis (J. H. Blasius, 1858) – költési területe észak-Európától délkelet-Szibérián keresztül északkelet-Kínáig, télen Délkelet-Ázsia;
- Phylloscopus borealis xanthodryas (Swinhoe, 1863) – költési területe északkelet-Oroszország, télen Délkelet-Ázsia;
- Phylloscopus borealis kennicotti (S. F. Baird, 1869) – költési területe nyugat-Alaszka, télen Fülöp-szigetek és kelet-Indonézia.

## Életmódja
Rovarokkal táplálkozik.